# Borgo Ticino
Borgo Ticino is een gemeente in de Italiaanse provincie Novara (regio Piëmont) en telt 4229 inwoners (31-12-2004). De oppervlakte bedraagt 13,3 km², de bevolkingsdichtheid is 318 inwoners per km².
De volgende frazioni maken deel uit van de gemeente: Gagnago, Campagnola.

## Demografie
Borgo Ticino telt ongeveer 1497 huishoudens. Het aantal inwoners steeg in de periode 1991-2001 met 15,7% volgens cijfers uit de tienjaarlijkse volkstellingen van ISTAT.
| Jaar | Inwoneraantal |
| ---- | ------------- |
| 1991 | 3329          |
| 2001 | 3853          |

## Geografie
Borgo Ticino grenst aan de volgende gemeenten: Agrate Conturbia, Castelletto sopra Ticino, Comignago, Divignano, Varallo Pombia, Veruno.